# 2005 au Liban
Chronologie du Liban
- 2001
- 2002
- 2003
- 2004
- 2005
- 2006
- 2007
- 2008
- 2009

Cet article présente les faits marquants de l'année 2005 au Liban.

## Évènements
- 14 février 2005 : à Beyrouth, un attentat par explosion d'une camionnette piégée fait 20 tués, dont l'ancien premier ministre Rafiq Hariri, et une centaine de blessés. Les partisans de Rafiq Hariri accusent les services syriens de Bachar al-Assad et dénoncent la présence militaire syrienne au Liban.
- 8 mars 2005 : grande manifestation des partis pro-syriens dont le Hezbollah.
- 14 mars 2005 : grande manifestation des partis anti-syriens.

- 19 avril 2005 : démission d'Omar Karamé, premier ministre depuis le 21 octobre 2004. Najib Mikati lui succède.
- 27 avril 2005 : retrait des troupes syriennes du Liban.
- 19 juillet 2005 : démission de Najib Mikati. Fouad Siniora lui succède.